# Die Hochzeit meiner Schwester
Die Hochzeit meiner Schwester ist ein deutscher Film aus dem Jahre 2014.

## Handlung
Bernadette, PR-Managerin, Mitte Dreißig, überzeugter Single und starke Frau, organisiert die perfekte Hochzeit ihrer kleinen Schwester Lissy am Tegernsee. Lissy vermisst ihren Vater Valentin und will, dass er sie zum Traualtar führt. Dieser ist ein Chaot, der seine Frau und seine beiden kleinen Mädchen verlassen hat, um als Musiker durch die Welt zu reisen. Dies hat Bernadette ihm nie verziehen. Zufällig ist er gerade in der Nähe, aber Bernadette beschließt, dass Lissy sich erst nach der Hochzeit mit ihm treffen soll. Als Brautpaar und Trauzeugen eine Ersatzband für die Hochzeit suchen, trifft Lissy doch auf ihren Vater. Außerdem muss Bernadette die Hochzeit zusammen mit Walter, dem besten Freund des Bräutigams, vorbereiten und beginnt, sich in diesen Mann zu verlieben.

## Produktion

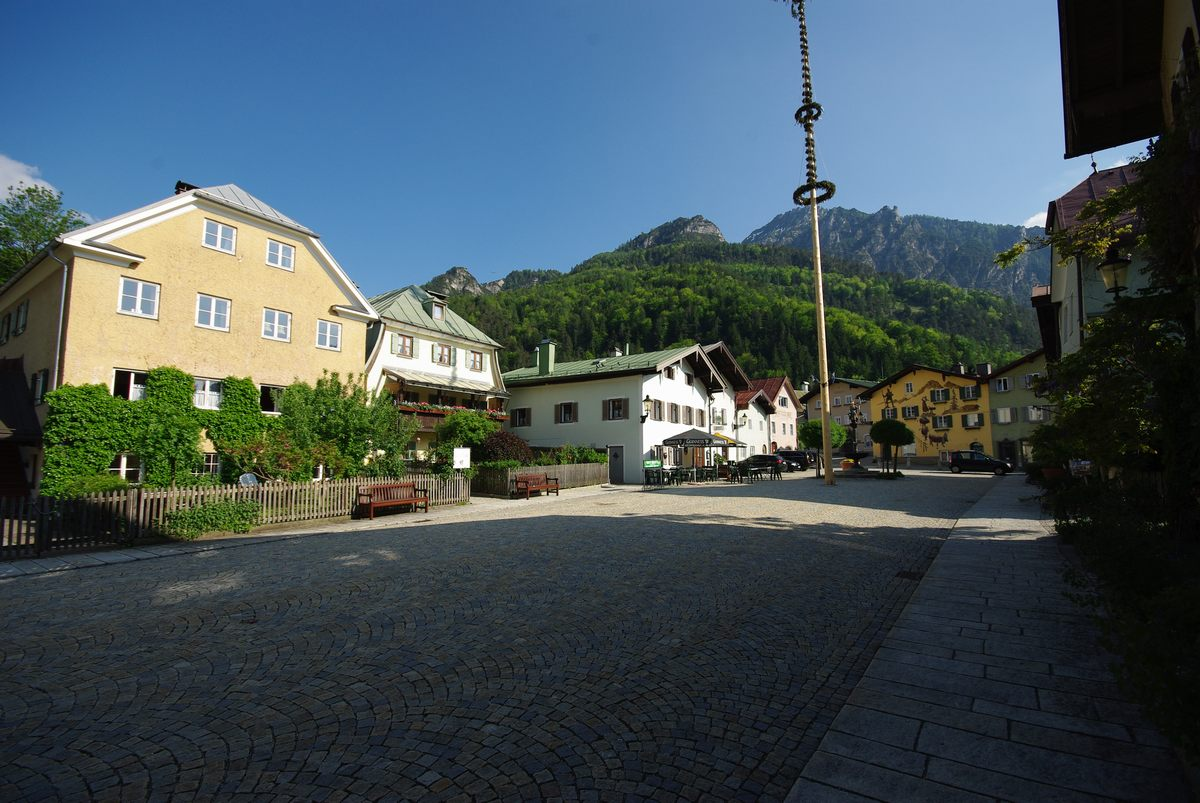
Florianiplatz in Bad Reichenhall

Der Film wurde am 2. Mai 2014 im Ersten erstmals ausgestrahlt. 
Teile des Films entstanden in der Oberen Stadt und in der Poststraße in Bad Reichenhall. Drehorte waren der Florianiplatz und das Haus Florianiplatz 7, das Gasthaus Gruttenstein „Zum Pfaffei“ in der Gruttensteingasse (Blues Lounge im Film, nur Außenaufnahmen) sowie der Bereich zwischen St.-Ägidi-Kirche (nur Außenaufnahmen) und dem Salzmeierhaus in der Poststraße.

## Rezeption
TV Spielfilm bezeichnete das Werk als „Nette, lebensnahe Hochzeitskomödie“.
Die Fernsehzeitschrift Prisma nannte den Film ein „..immer vorhersehbares Rührstück..“, lobte die Besetzung, kam aber zu dem Fazit „..doch auch diese Besetzung kann das klischeehafte wie einfallslose Werk nicht retten“.